# Alligator Records
Alligator Records ist ein unabhängiges Blues-Label in Chicago.

## Geschichte
Das Label wurde 1971 von Bruce Iglauer gegründet, um eine Platte aufzunehmen und zu produzieren, nämlich Hound Dog Taylor & The House Rockers, die Bob Koester von seinem Arbeitgeber Delmark Records nicht aufnehmen wollte. Er stieg aus und gründete seine eigene Firma.
Seit Gründung hat Alligator Records über 250 Blues- und Bluesrockalben veröffentlicht.
Im Jänner 2021 ging Iglauer mit Exceleration Music eine Partnerschaft ein, wobei sich  Exceleration Music an dem Label beteiligt. Bruce Iglauer bleibt aber mit der Führung des Labels betraut.

## Auszeichnungen
- 34 Grammy-Nominierungen (zwei Auszeichnungen)
- 18 Indie Awards der Association for Independent Music (AFIM)
- 3 Grand Prix du Disque
- 70 W.C. Handy Blues Awards

## Künstler
- Luther Allison
- Marcia Ball
- Elvin Bishop
- Lonnie Brooks
- Clarence „Gatemouth“ Brown
- Roy Buchanan
- Michael Burks
- Cephas & Wiggins
- Little Charlie & the Nightcats
- Clifton Chenier
- Albert Collins
- Shemekia Copeland
- Robert Cray
- Buddy Guy
- Dave Hole
- Smokin’ Joe Kubek
- Lazy Lester
- Lonnie Mack
- Charlie Musselwhite
- Professor Longhair
- Fenton Robinson
- Otis Rush
- Saffire – The Uppity Blues Women
- Son Seals
- The Siegel-Schwall Band
- Hound Dog Taylor
- Koko Taylor
- Sonny Terry
- Rufus Thomas
- Maurice John Vaughan
- Johnny Winter
- Lil’ Ed and The Blues Imperials